# راؤول إل. مارتينيز
راؤول إل. مارتينيز (بالإنجليزية: Raul L. Martinez)‏ هو سياسي أمريكي، ولد في 6 مارس 1949 في سانتياغو دي كوبا في كوبا. حزبياً، نشط في الحزب الديمقراطي.